# Complexul Sportiv Steaua
Complexul Sportiv Steaua, cunoscut și sub numele de Complexul Sportiv Ghencea, este un complex sportiv din București, România. În prezent este folosit mai ales pentru meciuri de fotbal, rugby, polo pe apă și tenis, precum și pentru competiții de scrimă, gimnastică și înot. Complexul a fost construit între anii 1948 și 1970 de către Ministerul Apărării Naționale, care este și actualul proprietar al complexului. Operatorul principal este CSA Steaua București, club sportiv administrat de aceeași instituție.

## Facilități
- Stadionul Steaua (2021)
  - capacitate de 31.254 locuri
  - folosit pentru fotbal și unele meciuri de rugby
  - terenul de acasă al CSA Steaua București (fotbal)
  - terenul de acasă al Echipa națională de fotbal a României pentru diverse meciuri

- Stadionul Steaua (1974)
  - deschis la 9 aprilie 1974
  - capacitate de 28.365 locuri
  - folosit pentru fotbal și unele meciuri de rugby
  - terenul de acasă al CSA Steaua București (fotbal) între 1974 și 2003
  - terenul de acasă al FCSB între 2003 și 2015
  - terenul de acasă al Echipa națională a României pentru diverse meciuri
  - demolat în 2018

- Stadionul Steaua 5
  - capacitate de 1.528 de locuri
  - folosit pentru fotbal
  - terenul de acasă al CSA Steaua București (fotbal)
  - inconjurat de alte 2 terenuri cu iarba si 1 cu gazon artificial

- Stadionul Steaua (rugby)
  - deschis în 1948

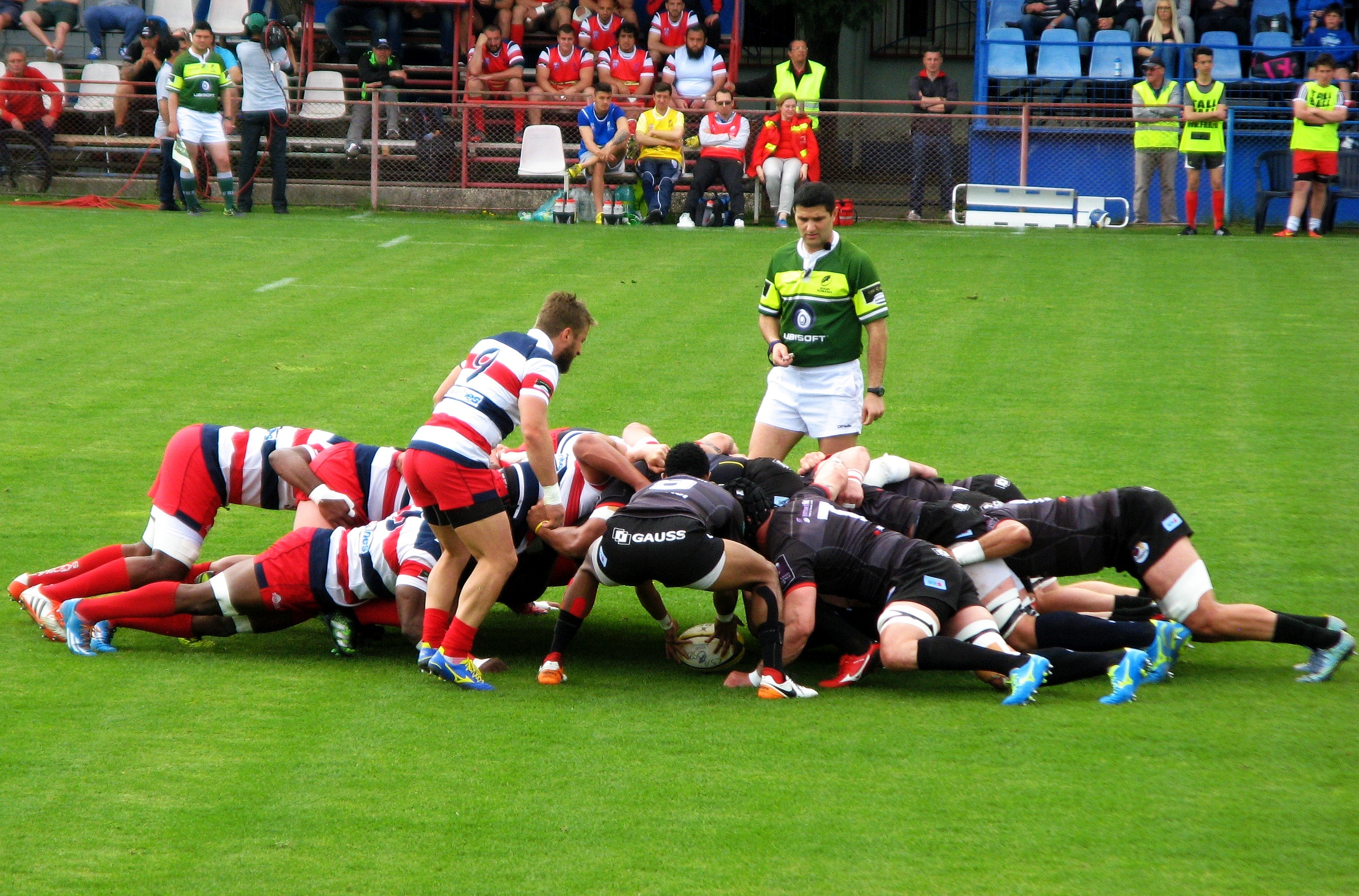
Stadionul de rugby în 2017

  - capacitate de 2.000 de persoane (1.200 de locuri)
  - folosit pentru meciurile rugby.
  - terenul de acasă al CSA Steaua București (rugby)

- Stadionul Steaua 2 (rugby)
  - deschis în 1948
  - capacitate de 200 de locuri
  - folosit pentru meciuri și antrenamente rugby.
  - terenul de antrenament al CSA Steaua București (rugby)

- Sala Scrimă Steaua
- Sala de Gimnastică Steaua
- Complexul de tenis Steaua (14 terenuri exterioare și 1 interior)
- Bazinul Semiolimpic Steaua